# ヌゲードゥ・サンタ・ヴィットーリア
ヌゲードゥ・サンタ・ヴィットーリア（イタリア語: Nughedu Santa Vittoria）は、イタリア共和国サルデーニャ自治州オリスターノ県にある、人口約500人の基礎自治体（コムーネ）。

## 地理

### 位置・広がり

#### 隣接コムーネ
隣接するコムーネは以下の通り。括弧内のNUはヌーオロ県所属を示す。
- アルダウーリ
- アウスティス (NU)
- ビドニ
- ネオネーリ
- オルツァーイ (NU)
- ソッラディーレ